# Sison (planta)
Sison es un género de plantas  pertenecientes a la familia Apiaceae. Comprende 58 especies descritas.

## Taxonomía
El género fue descrito por Carlos Linneo y publicado en Species Plantarum 1: 252. 1753. La especie tipo es: Sison amomum L.	

## Algunas especies
A continuación se brinda un listado de las especies del género Sison (planta) descritas hasta julio de 2013, ordenadas alfabéticamente. Para cada una se indica el nombre binomial seguido del autor, abreviado según las convenciones y usos.
- Sison acaule Sieber ex Steud.
- Sison aegopodioides Spreng.
- Sison amomum L. - amomo vulgar, perejil de Macedonia.[3]